# Guañacagua
Guañacagua (del aimara: wañaq'awa ‘quebrada seca’) es un caserio ubicado en la comuna de Camarones, Provincia de Arica, que forma parte de la Región de Arica y Parinacota, al norte de Chile.
Es un caserio pintoresco y pequeño. Sus únicas 2 calles hacen las veces de plaza. Las casas son de gruesos muros de adobe y algunas en piedra, cuyos techos poseen paneles solares. En el fundo se encuentra una preciosa iglesia en piedra originaria del siglo 16, con un portal refaccionado en 1904. La torre campanario es una de las más hermosa del norte chileno.

## Demografía
| Coordenadas                                 | Altitud          | Localidad  | Categoría | Población (censo 2002) | Población masculina | Población femenina | Viviendas (censo 1999) |
| ------------------------------------------- | ---------------- | ---------- | --------- | ---------------------- | ------------------- | ------------------ | ---------------------- |
| 18°49′4″S 69°42′32″O / -18.81778, -69.70889 | 2.250 m s. n. m. | Guañacagua | Caserío   | 64                     | 35                  | 29                 | 58                     |